# 아로아작은귀땃쥐
아로아작은귀땃쥐(Cryptotis aroensis)는 땃쥐과에 속하는 포유류의 일종이다. 주로 남아메리카의 안데스산맥에서 서식한다.